# 石上沙織
石上 沙織（いしがみ さおり、1984年10月28日（40歳） - ）は、気象予報士、アロマテラピー1級、健康気象アドバイザー。現在はウェザーマップ所属。既婚。愛知県出身。南山大学外国語学部英米学科卒業。

## 担当番組
- Brand-New Morning（TBSラジオ）